# Ezekiel Jackson
Rycklon Stephens (Linden, 22 de abril de 1978) é um fisiculturista e ex-lutador de wrestling profissional américo-guianês, mas conhecido pelo tempo que lutou na WWE sob o nome de Ezekiel Jackson, tendo sido Campeão Intercontinental e uma vez campeão mundial, tendo ganho o ECW World Championship, sendo o último campeão.

## Carreira

### World Wrestling Entertainment / WWE (2007–2014)

#### Florida Championship Wrestling (2007–2008)

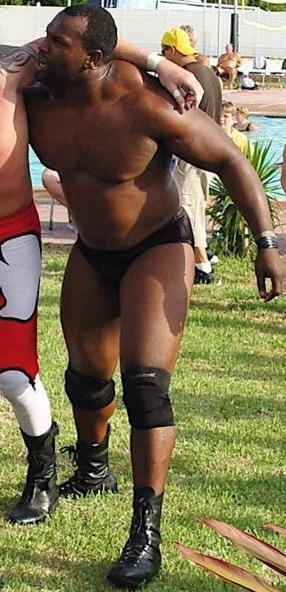
Stephens na FCW

Stephens foi contratado pela World Wrestling Entertainment em março de 2007, estreando no território de desenvolvimento Florida Championship Wrestling (FCW) no final de junho. Em sua estreia, em 27 de junho, se aliou a Keith Walker para derrotar Kofi Kingston e Eric Pérez. Ele continuou a lutar em lutas individuais e em duplas. Em 8 de fevereiro de 2008, ele competiu em uma luta ao lado de Bryan Kelly, sendo derrotado por Steve Lewington e Heath Miller em um torneio para enfrentar os Campeões de Duplas da WWE John Morrison e The Miz. Em 6 de maio de 2008, Stephens lutou seu último combate na FCW antes de ser promovido ao elenco principal da WWE.

#### SmackDown (2008–2009)
Após treinar na FCW, Stephens estreou no SmackDown de 18 de julho de 2008, sob o nome de Ezekiel, o guarda-costas de The Brian Kendrick. No SmackDown de 8 de agosto, seu nome foi mudado para Ezekiel Jackson. Ele passou a interferir em lutas entre Kendrick e Jeff Hardy, Finlay e o Campeão da WWE Triple H. No SmackDown de 17 de outubro, Jackson fez sua primeira luta no elenco principal, substituindo um doente Kendrick para derrotar Super Crazy. No final de 2008, Jackson passou a lutar em duplas com Kendrick, começando uma rivalidade com os Campeões de Duplas da WWE The Colóns (Carlito e Primo). Ele foi derrotado pela primeira vez no SmackDown de 13 de fevereiro de 2009, sendo derrotado por R-Truth. Jackson fez sua última aparição no SmackDown ao ser derrotado por Jeff Hardy em 3 de abril.

#### Campeão da ECW (2009–2010)
Em 15 de abril de 2009, Jackson foi transferido para o ECW durante o Draft Suplementar de 2009, quebrando sua dupla com Kendrick. Jackson retornou à FCW para mais treinamento. Ele estreou na ECW derrotando o lutador local Jack Meridol em 9 de julho de 2009. Jackson começou uma rivalidade com Vladimir Kozlov, onde cada um atacaria o oponente do outro após uma luta, para tentar mostrar qual dos dois era o mais forte. Na ECW de 18 de agosto, Jackson se aliou a Kozlov e William Regal após trair o Campeão da ECW, Christian, durante uma luta de duplas. Kozlov e Jackson ajudaram Regal em sua rivalidade com Christian.
Na ECW de 14 de novembro, Jackson atacou Regal e Kozlov após o último tê-lo acusado de custar uma luta a Regal. Na semana seguinte, Jackson novamente traiu Kozlov e Regal, abandonando Kozlov durante uma luta de duplas contra Christian e Shelton Benjamin. Jackson, no entanto, voltou a se aliar a Regal, o ajudando a derrotar Kozlov. Na ECW de 12 de janeiro de 2010, Jackson ganhou uma Battle Royal, se tornando o desafiante pelo ECW Championship. Ele enfrentou Christian pelo ECW Championship no Royal Rumble, mas foi derrotado. No último episódio da ECW, em 16 de fevereiro, Jackson derrotou Christian para ganhar o ECW Championship em uma luta Extreme Rules. Ele é considerado pela WWE o último Campeão da ECW.

#### The Corre e Campeão Intercontinental (2011–2014)

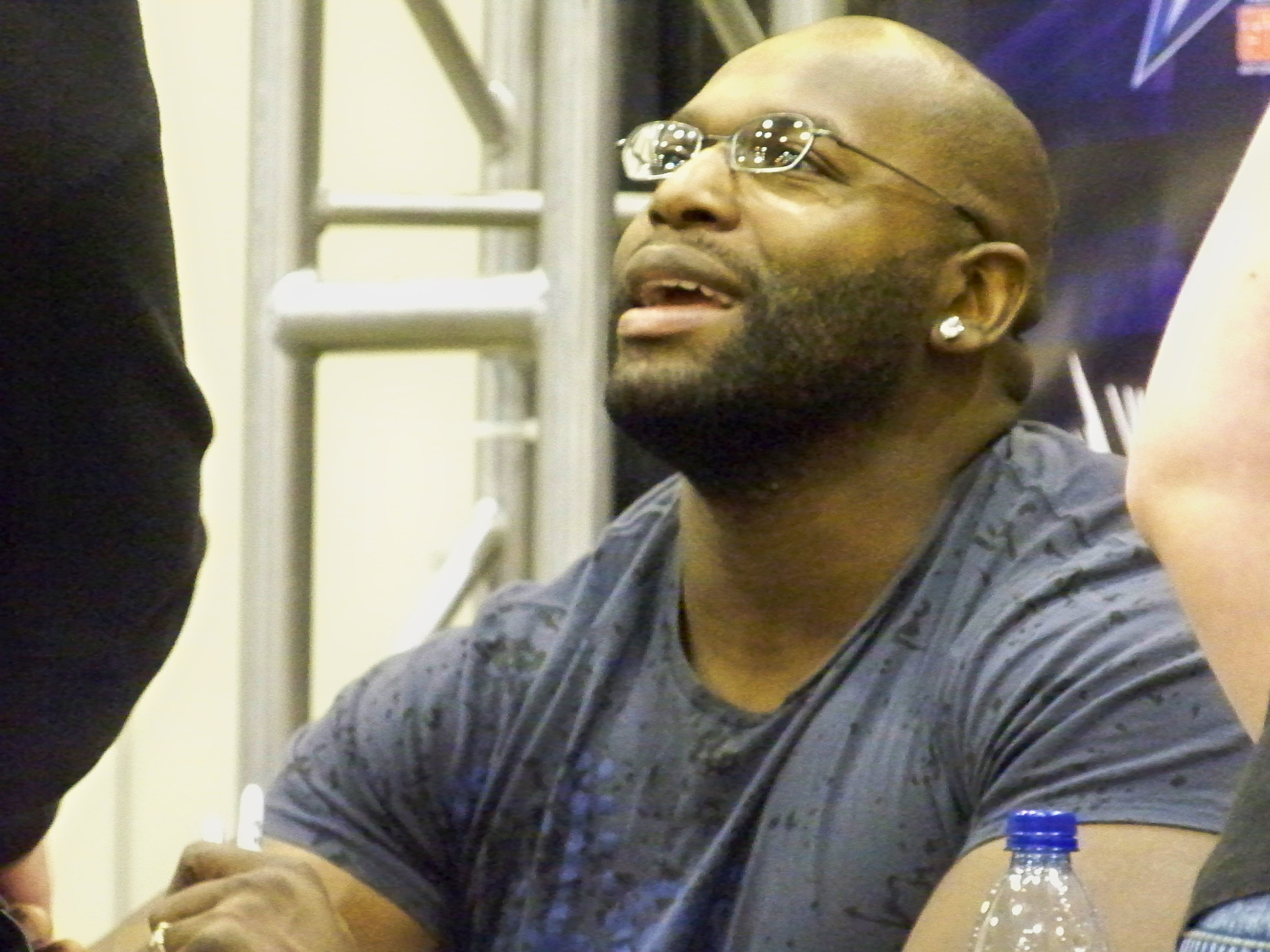
Jackson assinando autógrafos.

No SmackDown de 19 de fevereiro, um vídeo foi exibido promovendo o retorno de Jackson ao programa. Ele retornou no SmackDown de 5 de março, sem Regal, que foi transferido para o Raw, e derrotou Jimmy Wang Yang. Em 10 de abril, em um evento não televisionado em Glasgow, Escócia, Jackson sofreu uma lesão no músculo quadríceps femural durante uma luta contra Kane, e deveria deixar os ringues por seis meses.
Enquanto lesionado, Jackson foi transferido para o Raw durante o Draft Suplementar de 2010. Jackson retornou da lesão em 13 de setembro de 2010, derrotando Zack Ryder em uma luta antes do Raw. Ele retornou à televisão no Raw de 18 de outubro, como um mocinho, sendo revelado como um membro do time do Raw no Bragging Rights. No Bragging Rights, Jackson foi um dos dois últimos lutadores remanescentes do time do Raw, mesmo assim, o time foi derrotado pelo time do SmackDown. No Raw de 22 de novembro, Jackson se qualificou para o torneio King of the Ring de 2010 ao derrotar Alex Riley, que substituiu o oponente original de Jackson, The Miz. Ele enfrentou Drew McIntyre na quarta-de-final, mas os dois empataram, com nenhum prosseguindo na competição.
Em dezembro de 2010, Jackson retornou ao SmackDown. No SmackDown de 14 de janeiro de 2011, Jackson se tornou novamente um vilão, se unindo a Wade Barrett, Justin Gabriel e Heath Slater para atacar Big Show. Os três formaram uma facção nomeada The Corre. No WrestleMania XXVII, The Corre foram derrotados pelo quarteto de Kofi Kingston, Big Show, Kane e Santino Marella.
No SmackDown de 6 de maio, Jackson derrotou Big Show e se recusou a celebrar com o resto do Corre. Nos bastidores, ele foi atacado pelo grupo, se tornando um mocinho novamente. Jackson enfrentaria Barrett pelo Intercontinental Championship no Over the Limit, vencendo por desqualificação e não ganhando o título.
Jackson derrotou Slater também por desqualificação no SmackDown de 27 de maio, ao ser atacado pelo Corre. Na semana seguinte, Jackson derrotou Barrett por contagem. Em 10 de junho, no SmackDown, Jackson e os Usos derrotaram The Corre. No Capitol Punishment, Jackson derrotou Barrett e ganhou o Intercontinental Championship. Jackson manteve seu título no SmackDown seguinte em uma luta contra Barrett, e derrotou Ted DiBiase para continuar como campeão.
No SmackDown de 12 de agosto, Jackson perdeu o Intercontinental Championship para Cody Rhodes. Após a derrota, Jackson atacou DiBiase. Ele continuou sua rivalidade com Rhodes e DiBiase e, no SmackDown da semana seguinte, foi derrotado novamente por Rhodes. Ele, então, começaria uma rivalidade com The Great Khali e Jinder Mahal. Em 6 de abril de 2014, o contrato de Ezekiel acabou.

## Vida pessoal
Jackson é formado pela Universidade de Buffalo. Ele tem dois filhos e é casado com uma mulher chamada Jennifer.

## No wrestling
- Movimentos de finalização

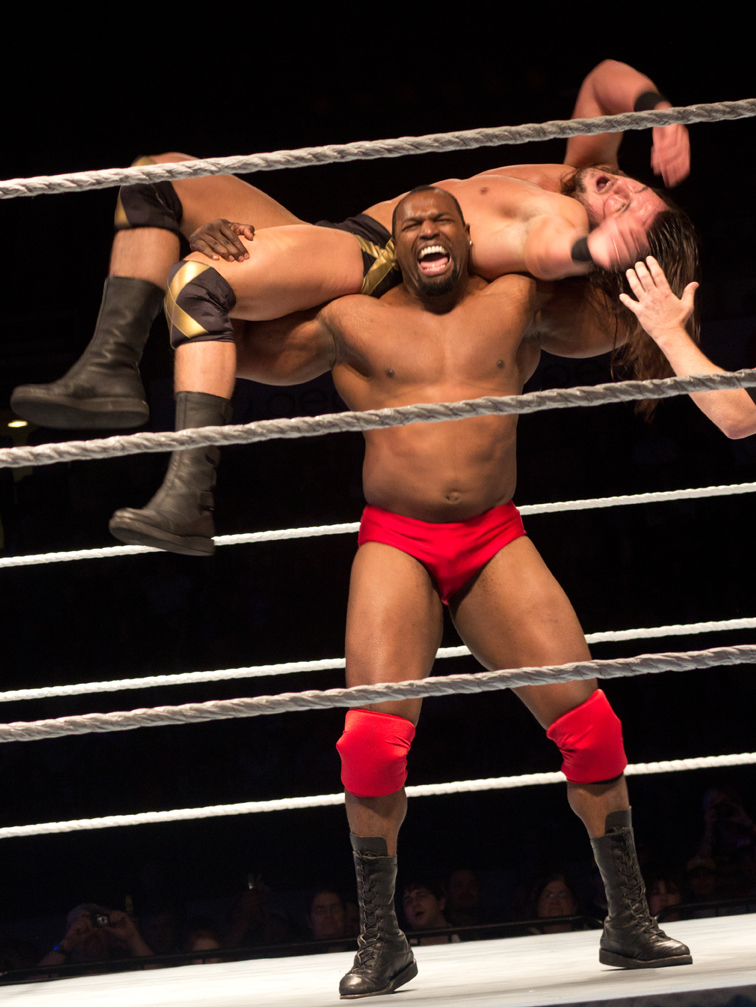
Jackson aplicando um Torture Rack em Drew McIntyre.

  - The Book Of Ezekiel (Ura-nage modificado)
  - Torture Rack (Shaking  Argentine backbreaker rack) – 2011–presente
- Movimentos secundários
  - Body avalanche
  - Bearhug[14]
  - Big boot[43]
  - Corner clothesline
  - Left arm clothesline[43]
  - Múltiplos scoop slams[44]
  - One-handed spinebuster
- Managers
  - William Regal[25]
  - Wade Barrett
- Lutadores de quem foi manager
  - The Brian Kendrick[45]
- Alcunhas
  - "(Big) Zeke"[46]
  - "The Personification of Domination" ("A Personificação da Dominação")[41]
  - "The Prophet of Doom" ("O Profeta da Destruição")[47]
- Temas de entrada
  - "Domination" por Evan Jones e composta por Jim Johnston (julho de 2009 – 2014)[48][49]
  - "Regality" por Jim Johnston (enquanto parte da Ruthless Roundtable)
  - "End of Days" por 9 Electric [50] (janeiro de 2011 - maio de 2011; enquanto parte do The Corre)

## Títulos e prêmios
- Pro Wrestling Illustrated
  - PWI o colocou na #93ª posição dos 500 melhores lutadores individuais em 2010[51]
- World Wrestling Entertainment / WWE
  - ECW Championship (1 vez, último)[4]
  - WWE Intercontinental Championship (1 vez)[41]